# 제니퍼 러니온

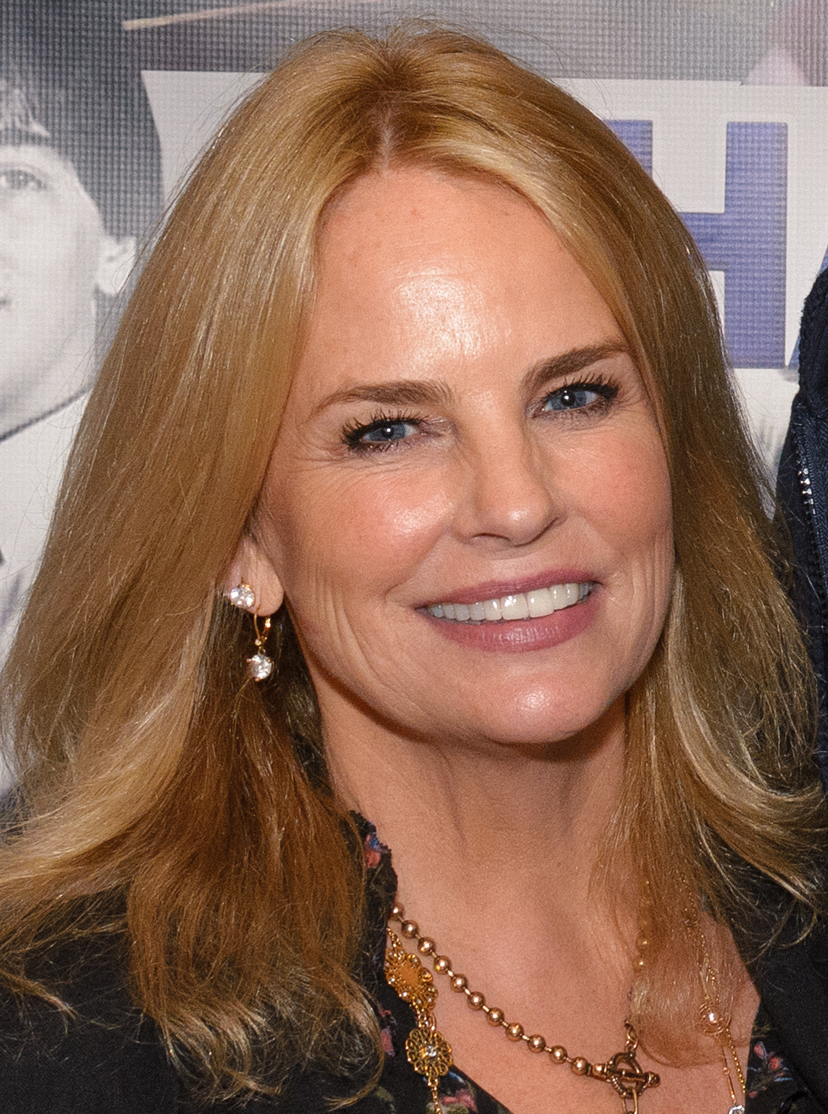

제니퍼 러니언(Jennifer Runyon, 1960년 4월 1일 ~ )은 미국의 배우이다.
시카고에서 태어났다.

## 영화
- 카르노사우르 (1993년)
- 크래크 (1991년)
- 전쟁 투사 (1990년)
- The In Crowd (1988)
- 18 어게인 (1988년)
- 하이웨이맨 (1987년)
- 블루 데빌 (1986년)
- 위험한 장난 (1984년)
- 고스트버스터즈 (1984년)
- 식스 팩 (1983년)